# El Pi de les Tres Branques (editorial)
|  | Aquest article tracta sobre una editorial històrica en català. Si cerqueu els arbres monumentals, vegeu «Pi de les Tres Branques». |

El Pi de les Tres Branques va ser una editorial fundada el juliol de 1947, a Santiago de Xile, per Joan Oliver, Xavier Benguerel.
El patronat estava format per Joaquim Sabaté, Pere Mir, Joan Joanet, Josep Salomó i Josep Castellà Granja, amb la col·laboració decisiva de Salvador Sarrà i Serravinyals, tresorer i gestor de l'empresa.
Va publicar set llibres i un opuscle en català. El Pi de les Tres Branques s'acabà quan Joan Oliver, primer, i Xavier Benguerel, més tard, van tornar de l'exili a Catalunya.

## Obres publicades
- Saló de tardor, de Joan Oliver Sallarès, 1947 - Gènere: Poesia
- La màscara de Xavier Benguerel, 1947
- El llibre del sentit, de Josep Ferrater Mora, 1948 - Gènere: Investigació i divulgació
- Elegies de Bierville, de Carles Riba, 1949 - Gènere: Poesia
- El Rusio i el Pelao, de Cèsar August Jordana, 1950
- La pluja d'or, de Domènec Guansé, 1950
- Llunyania, de Josep Carner, 1952 - Gènere: Poesia[5][2]